# النصايف
النصايف قرية سعودية، في محافظة رابغ بمنطقة مكة المكرمة. تقع في شمال غرب مدينة رابغ بمسافة (70) كم.

## التسمية
سميت بالنصايف لوقوعها في منتصف طريق القوافل بين المدينة المنورة ومكة المكرمة.